# B
 Ovo je glavno značenje pojma B. Za registracijsku oznaku Belgije pogledajte B (registracijska oznaka).
B (be) je 2. slovo hrvatske abecede. Označava zvučni bilabijalni plozivni suglasnik. Također je:
- u glazbi oznaka za pola tona snižen ton h
- u fizici oznaka za vektor magnetskog polja
- u kemiji znak za bor
- međunarodna automobilska oznaka za Belgiju

## Povijest
Oblik slova „B” razvijao se još od egipatskih hijeroglifa:
| Egipatski hijeroglif | Proto-semitsko B | Feničko bet | Grčko beta | Etruščansko B | Rimsko B |
| Egipatski hijeroglif | Proto-semitsko B | Feničko bet | Grčko beta | Etruščansko B | Rimsko B |